# Dicearc de Tàrent
Dicearc de Tàrent, en grec antic Δικαίαρχος Dikaíarchos, fou un filòsof pitagòric esmentat per Iàmblic entre els filòsofs cèlebres. És possible que fos l'autor de l'obra Βίοι que alguns atribueixen al filòsof peripatètic Dicearc de Messana.